# Rhyacophila visor
Rhyacophila visor är en nattsländeart som beskrevs av Milne 1936. Rhyacophila visor ingår i släktet Rhyacophila och familjen rovnattsländor. Inga underarter finns listade i Catalogue of Life.